# Пясина
Пя́сина — река в Красноярском крае России. Впадает в Пясинский залив Карского моря. Средний расход воды — 2550 м³/с. Вытекает из озера Пясино на высоте 28 м над уровнем моря.

## Этимология
Река Пясина в XVII упоминается также как Пясида, Пейсида. Слово «пясина» в ненецком языке означает ровную, безлесную землю — тундру. По другой версии, название произошло от ненецкого пясинга — «река чёрного дерева» (по выходам каменного угля на побережье).

## Гидрография

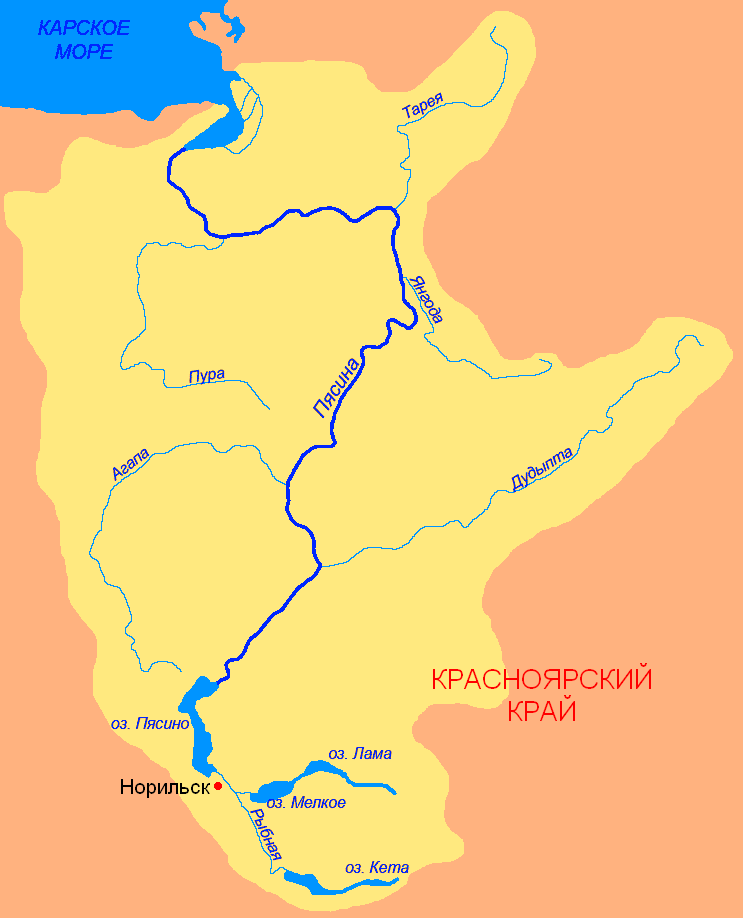
Схема бассейна Пясины

Длина — 818 км, площадь бассейна реки составляет 182 тыс. км². В бассейне реки свыше 60 тыс. озёр общей площадью 10,45 тыс. км².
Вытекает из озера Пясино около плато Путорана, протекает в основном в северном направлении по Северо-Сибирской низменности, в низовьях прорывается через горы Бырранга. Впадает в Пясинский залив Карского моря, образуя при этом эстуарий длиной 170 км. В устье реки расположены Лабиринтовые острова. В межень в низовье распространяется влияние морских приливов.
В бассейне большое число озёр, крупнейшие: Пясино, Половинное, Коренное, Сыруто, Хелалитурку, Нягаме.

## Водный режим
Доля снегового питания — 60 %, на дождевое и подземное питание приходится по 20 %. Половодье с июня по октябрь. Ледостав с конца сентября — начала октября по июнь. Средняя температура воды в июле +9 °C, в сентябре +4 °C.

## Сток
Среднегодовой расход воды в устье 2600 м³/с, сток 82,059 км³/год. Средний модуль стока 30,8 л/(с×км²), максимальный — 120 л/(с×км²). Коэффициент стока в пределах от 0,6 до 0,8.

## История освоения
Русские мореплаватели проникли в устье Пясины в 1605 году. Первопроходцы Севера, идя морем на кочах с запада на восток из Оби к Енисею, достигли устья Пясины, а спутники морехода Луки Москвитина проникли вглубь Таймырского полуострова. В 1610 году Мангазейская экспедиция Кондратия Курочкина и Осипа Шепунова (при воеводе Куракине) на кочах из Туруханска (Новой Мангазеи) дошла до устья Пясины. В 1614 году служилые люди накладывают ясак на пясинскую самоядь. Со временем морской путь на Пясину был забыт. Так, карта Рютца, снятая с чертежа Годунова в 1667 году, показывает Пясину впадающей в реку Енисей, а не в Карское море.
Впервые берега Пясинского залива Карского моря описаны в 1740 году Стерлеговым, а в 1741 году штурманом Семёном Челюскиным. В 1893 году Фритьоф Нансен на судне «Фрам» описал Пясинский залив. В 1915 году Н. А. Бегичев во главе санного отряда по оказанию помощи Б. А. Вилькицкому и норвежскому путешественнику Отто Свердрупу зимним путём на оленях неоднократно пересекал Пясину.

## Притоки
Основные притоки реки: справа — Дудыпта; Янгода; Тарея; Бинюда; Четырех (в протоку Старица), слева — Агапа; Большая Люнгфада; Яким; Мокоритто; Пура, Половинка.

## Хозяйственное использование
Река судоходна на 700 км от устья до посёлка Кресты, который находится в месте впадения правого притока Дудыпта, и для небольших судов — на всём протяжении до истока в озере Пясино. В среднем, продолжительность периода навигации и грузоперевозок по реке составляет два месяца, начиная с середины августа и заканчивая концом сентября.
На Пясине также расположен нежилой посёлок Усть-Тарея. В устье реки расположен Мыс Входной (посёлок), нежилой. Ведётся рыболовство.

## Фауна
В водах реки обитают ряпушка, муксун, сиг, чир, омуль, кумжа, осетр сибирский
Пясина — уникальное место массовой линьки гусей. В 1984 году их численность там составила около 230 000 особей. В 1987 году расчетная численность белолобого гуся на правобережье реки Пясина достигала на реках и протоках (600 км гидросети) 35—45 тысяч, на 260 озёрах до 200—210 тысяч особей.
При обследовании нижнего течения и дельты реки в августе 1987 года зарегистрировано 36 видов птиц: чернозобая, краснозобая и белоклювая гагары, чёрная и краснозобая казарки, белолобый гусь, гуменник, малый лебедь, шилохвость, морская чернеть, морянка, гага-гребенушка, зимняк, орлан-белохвост, сапсан, тундряная куропатка, тулес, бурокрылая ржанка, галстучник, круглоносый плавунчик, турухтан, кулик-воробей, белохвостый песочник, краснозобик, чернозобик, малый веретенник, средний поморник, длиннохвостый поморник, серебристая чайка, бургомистр, полярная крачка, белая сова, рогатый жаворонок, белая трясогузка, подорожник, пуночка.

## В литературе
Залегла зима по Пясине, по Дудыпте, по всему Таймыру, сровняла снегом впадины речек с берегами, ухни — напурхаешься, пока вылезешь. Снег ещё не перемерз, рыхлый, ещё лицо до крови не сечёт, слава Богу. Маячившие у приморья скалы растворила, вобрала в себя всё та же безгласная ночь. Лесок, островком ершившийся средь тундры, захоронило снегом. Переливались, искрили до рези в глазах снега, да небо, чем дальше в зиму, тем живее светилось и двигалось.
— Виктор Астафьев